# Bataille de Hafar Al-Batin
 (décembre 2020).
Si vous disposez d'ouvrages ou d'articles de référence ou si vous connaissez des sites web de qualité traitant du thème abordé ici, merci de compléter l'article en donnant les références utiles à sa vérifiabilité et en les liant à la section « Notes et références ».
Guerre du Golfe
Batailles
- Bataille des ponts
- Prise du palais Dasman
- Bataille de l'île de Failaka
- Vol British Airways 149

- Opération Bouclier du désert
- Opération Artimon
- Busiris
- Salamandre
- Tempête du désert
- Daguet
- Bataille d'Ad-Dawrah
- Bataille de Khafji
- Bataille au large de Bubiyan
- Bataille de Hafar Al-Batin
- Highway of Death
- Bataille de 73 Easting
- Medina Ridge
- Aérodrome de Jalibah
- Bataille de Norfolk

- Aérodrome de Safwan
- Bataille de Rumaila

La bataille de Hafar Al-Batin est livrée du 15 au 20 février 1991 pendant la guerre du Golfe. L'engagement visait à faire croire aux Irakiens que l'attaque des forces de la Coalition se produirait à Hafar Al-Batin, route d'invasion naturelle de l'Irak alors que le gros de l'attaque du VIIe Corps américain se fera en réalité plus à l'ouest.

## Déroulement de la bataille
Elle débute le 15 février avec le déclenchement de l'opération Berm Buster, les Américains détruisent les obstacles irakiens situés sur la frontière avec le Koweït. Les obusiers de 155 mm du 82e régiment d'artillerie de campagne américain font feu sur les Irakiens, qui ripostent par des tirs sporadiques de mortiers.
Le 16 février à 1 h 0 du matin, l'artillerie américaine parvient à toucher des radars irakiens, c'est l'opération Red Storm. Une fois la cible détruite, les forces au sol se retirent et les hélicoptères d'attaque AH-64 Apache de l'United States Air Force engagent l'ennemi.
Le 18 février dans la matinée, une Task Force de la 1re division de cavalerie américaine comprenant deux compagnies de M1A1 Abrams, deux compagnies de M2 Bradley et une compagnie antichar M901 montent à l'assaut soutenus par l'artillerie. Les Irakiens mènent une politique de la terre brûlée afin d'entraver leur progression. C'est l'opération Knight Strike.
À midi le 20 février, un peloton d'éclaireurs américains engage le combat avec l'ennemi, sept soldats irakiens se rendent. Peu de temps avant l'escarmouche, un M163 Vulcan est détruit par un obus de 100 mm irakien. La bataille continue de faire rage, les Américains pilonnent les positions ennemis et font appel à un soutien de A-10 Thunderbolt II. Finalement, les Américains se retirent. Un M1A1 Abrams est détruit par des tirs irakiens pendant la retraite. Trois soldats américains sont également tués et neuf autres blessés pendant l'escarmouche.
Les défenseurs irakiens ont quant à eux perdu cinq chars et vingt pièces d'artillerie. Si l'opération fut critiquée car menée pendant la lumière du jour, elle a en revanche convaincu les Irakiens que le gros de l'attaque principale de la Coalition se ferait dans ce secteur.